# 함양 서운암 산신도
함양 서운암 산신도는 대한민국 경상남도 함양군 서상면 옥산리, 서운암에 있는 산신도이다. 2012년 11월 29일 경상남도의 문화재자료 제554호로 지정되었다.

## 개요
면본채색의 이 산신도는 규모가 크지 않은 소품으로서, 화면이 약간의 변색은 되었지만 훼손없이 비교적 양호한 상태이다. 전면은 물론 배면까지도 원래의 상태를 유지하고 있으며, 앞면에는 산신도가 그려져 있고 뒷면에는 범어가 적혀있다.
이 불화는 암자의 삼성각에 봉안했던 것으로 추정된다. 화기가 없는 것이 아쉬우나 작품의 재질이나 표현기법 등이 그 조성연대를 잘 알려주는 느낌이다. 즉, 1897년 조성된 서운암 신중도(경상남도 유형문화재 제525호)와 동일 시기의 작품으로 추정되기 때문이다. 이 또한 신중도와 함께 서운암에 이봉된 것으로 전해지며 작품의 예술성과 소형불화의 희소성을 감안하면 탱화로서의 보존가치가 매우 큰 작품이다.

## 참고 자료
- 함양 서운암 산신도 - 국가유산청 국가유산포털